# Марій
Марк Аврелій Марій (лат. Marcus Aurelius Marius; помер 269) — імператор де-факто незалежної Галльської імперії протягом кількох місяців 269 року. Був проголошений імператором після вбивства попередника, Постума. Під час правління Марія Галльська імперія втратила контроль над Іспанією і, можливо, Британією, які знов перейшли під владу Риму.

## Життєпис
Був ковалем у війську самопроголошеного імператора (узурпатора) Постума, яке утримувало в облозі місто Могонціак. Після здобуття міста солдати, обурені забороною його грабувати, вбили Постума і проголосили новим імператором Марія, який поквапився віддати дозвіл на грабунок. Марію вдалося примирити легіонерів Постума і узурпатора Леліана. Однак для утримання влади над величезною державою в нього не вистачало ані сил, ані авторитету. Від Галльської імперії відокремилася Іспанія, можливо — Британія. За кілька місяців від початку правління Марія було вбито у місті Августа Треверорум — це було зроблено префектом преторія Вікторином, який згодом сам став правителем. Збереглася легенда, що Марія закололи мечем, який той сам викував.